# Лука Радоњић
Лука Радоњић - син Сава Перова Вукајла (Вукала) Радоњића (Станишића), грана гувернадурске породице са Његуша, познат и као претендент на „пријестоље“ Црне Горе.

## Биографија Луке Радоњића из пера личности који су га лично упознали
О Луки Радоњићу остало је веома мало писаних трагова. Значајан запис о Луки налазимо у делу Ивана Кукуљевића „Путне успомене“. У свом извјештају о путовању кроз Далмацију 1856. године, он наводи да је у Котору, мјесеца новембра, преписао код попа Луке Радоњића „двие старе србске листине, мислим да су власништво манастира Савине", а затим прецизира да су у питању Повеље краља Уроша и деспота Стефана Лазаревића. Иван Кукуљевић је, по свој прилици, ове преписе уступио Миклошићу, а овај их је искористио приликом припремања издања у МС. "Нажалост, нисам успио наћи никаква обавјештења о томе када су и због чега најстарије савинске исправе дошле у посед попа Луке Радоњића. О његовој личности успио сам прикупити из литературе релативно мало података, свакако недовољно да бих барем тим путем делимично објаснио одношење исправа из манастира - напротив! Лука Радоњић, син Сава Перова Вуколаја I Радоњића (Вукајло), припадао је оној грани његушких гувернадура Радоњића која је протјерана из ондашње територије Црне Горе 1832. године. Кукуљевићу је остао у веома пријатној успомени. Он га без оклевања истиче испред свих својих которских познаника. Лука Радоњић му је био ревни пратилац за све време боравка у Боки, све до укрцавања на брод за Крф, гдје се Кукуљевић опростио "срдачно са својим пријазним пратиоцем Луком, одушевљеним за своју домовину Црну Гору и све словјенство" (Иван Кукуљевић, „Путне успомене. стр. 95-97).
- Има инсинуација да су Повеље доспјеле у руке Радоњића још у вријеме опсаде Херцег Новог 1807. године, у којој су учешћа имали Радоњићи из породице гувернадура, као и сам гувернадур Вуколај Радоњић, те је због пожара из архива манастира Савина, пребацивано све на руске бродове који су се налазили испред града и касније враћене. Међутим, у рукопису „Кратки опис Зете и Црне Горе“ из 1774. године, ауторке Катарине Радоњић, дубровачки примјерак „Марине Повеље“, данас иначе нестао, је сачуван. Дакле, Повеља је била у посједу Радоњића још прије 1774. године, одакле ју је ауторка могла преписати. Поп Лука Радоњић их је повратио манастиру 1890. године.
- Лука Радоњић је стекао звање свештеничког кандидата завршивши теолошки курс у Богословији у Задру 1854. године. Кукуљевић га зове попом, а Вук Поповић клириком, али се према Поповићевим ријечима „није хтио досле примити ни учитељства, ни поповства, ни калуђерства“. (Вук, Преписка XI, 527-528 / Вук Поповић – Вуку Караџићу, 28. фебруар – 12. март 1857. године.) „Тражио је без резултата, стипендију од аустријског цара за учење немачког језика, али је успео стићи до Беча IV 1856. године и одатле се вратити у Котор, у покушају да стигне до Петрограда.'' (Р. Драгићевић, Његошево укидање гувернадурства, IIЗ 3 /1949/ стр,148). У писму цитираном у претходној напомени Поповић вели Вуку: „Ви познаћете оног клирика Радонића то је долазио и код Вас у Бечу“).

## Црногорска политичка емиграција сачињена од претендената на пријесто
У „Црногорска политичка емиграција до првог свјетског рата“, Маријана Миљића, такође можемо пронаћи запис: „Осим потоњег гувернадура црногорског Вука (Вуколаја) Радоњића, којега је млади владика протјерао, како сам каже да му „не ископа траг по трагу“, било је још његових противника који су морали да напусте земљу (Лука Пејовић Локач, Марко Божовић, Илија Пилетић, поп Михаило Пејовић, Маркиша Пламенац...) и наставе политичку борбу против Петровића, апсолутизма Петра II и органа државне власти, дајући снажан отпор процесу учвршћивања црногорске државе. Унутрашњи политички сукоби из доба Петра II су се не само наставили, него су планули још већом жестином у борби за власт – за вријеме његова насљедника – књаза Данила. У његово доба постојало је неколико политичких струја које су пружале отпор владајућем центру око књаза. У сукобу са књазом Данилом и политичким центром око њега, којим доминира енергична личност књажева брата, војводе Мирка Петровића, неки главари црногорски (поготово претенденти на пријесто), морали су поћи у емиграцију: Перо Томов и Ђорђије Савов Петровић, сердар Мило Мартиновић, сенатор Лука Радоњић.“
- O Луки Радоњићу се мало зна и стога што је историографија усмјеравала пажњу само на један, временски веома кратак, одсјечак његовог живота – учешће у побуни против књаза Данила почетком 1857. године, инспирисаној од стране руског конзула у Дубровнику, Стремоухова, са Ђорђијем Петровићем и Милорадом Медаковићем као главним завјереницима. У сукобу са књазом Данилом и политичким центром око њега, којим доминира енергична личност књажева брата војводе Мирка, неки главари црногорски (поготово претенденти на пријесто), морали су поћи у емиграцију: Перо Томов Петровић, Ђорђије Савов Петровић, сердар Мило Мартиновић, сенатор Лука Радоњић. Главни оптужни материјал против Радоњића, поред усмених саопштења у истрази, била су наводно писма руског генералног конзула, чији је садржај оптуживао Стремоухова као организатора побуне. Та је писма војвода Мирко послао књазу Данилу. Пошто „ни једно историчару досад није пошло за руком да види оригинале ових писама“, вјероватно је у питању исконструисано доказно средство, што се неријетко употребљава против политичких противника. Послије избијања „побуне“, на Цетињу је почела да се спроводи истрага против Радоњића, а која је имала карактер грубог политичког процеса, без икаквих судско - процесуалних и кривично - правних обиљежја, на што је истражитеље обавезивао и Земаљски законик“. Наивни и изманипулисани Радоњић, завршио је прво у црногорском, а потом и у которском затвору, да буде пуштен тек априла исте године. Наиме, по писању Томице Никчевића у „Политичке струје у Црној Гори у 19. вијеку“, све се одвијало овако: „Удружени емигранти наставили су организовање политичке борбе у Црној Гори. Они су припремили још низ завјера против књаза Данила. Политичке емигранте у Аустрији помагала је и Русија. Емигранти су хватали везе с руским конзулом у Дубровнику, који је, због политичког приближавања кнеза Данила Француској, настојао да окупи непријатеље кнеза Данила и да их организује у Црној Гори и иностранству. Док се кнез Данило налази у Паризу, руски конзул је припремио и извео једну пропагандно-политичку аферу у Црној Гори с Луком Радоњићем, који је, наводно требало да покуша са извођењем преврата у Црној Гори. Из података се види да је руски конзул Стремоухов био у преписци с Радоњићем и да га је овај посјећивао док су радили на припремању планова око извођења те афере. Стремоухов је Радоњићу обећао новчану помоћ у износу од 50.000 фјорина “на трошак бунта”. Ради извршења ових планова и тобожњег преузимања власти, Радоњић је пошао у Црну Гору, али је на путу био „откривен“ и ухваћен од стране Јола Пилетића, Маша Врбице, попа Миње Радоњића (брата Ива Радоњића) и других, те предат Мирку Петровићу, који га је ухапсио у Цетињу. Преварен и изигран, Радоњић није могао имати никаквог успјеха. Послије дужег боравка у затвору, Лука Радоњић је пуштен на интервенцију Аустрије и по дозволи кнеза Данила. Кнез Данило је одлучио да се Лука Радоњић ослободи затвора као аустријски грађанин, зато што је у то вријеме очекивао рјешење међународног положаја Црне Горе, па је морао избјегавати теже заплете с Аустријом. У марту, пошто се вратио из Париза и послије детаљног саслушања Радоњића, књаз Данило је обавијестио гувернера Далмације, Мамулу, да је Радоњића ослободио затвора као човјека који је насјео руским пропагандним наговорима“.
- Мартин Ђурђевић у „Мемоарима са Балкана", мада пише уистину збркано о вријемену збивања око Луке Радоњића, ипак пише сљедеће: „У Даниловграду, представи ми се млад, добро одјевен Црногорац, по имену Јован Радоњић. Тај ми рече: „Мој старији брат, Лука Радоњић, налази се у главном стану Девриш-паше, али смо ми нашој домовини вазда привржени, па би радо Његову Височанству кнезу Николи учинили услугу о овоме рату. Мој брат Лука дао ми је писмо и ја сам га предао Његову Височанству још пред 14 дана, па немам још никакова одговора, нити ме више пушта пред се у аудијенцију“. То је одмах саопштих Станку Радоњићу...“ Морам сад ову ствар разјаснити. Познато је, да су Петровићи владали у Црној Гори, али онај Петровић, који би из ове лозе, био је епископ. Уз епископа Петровића стајао је а латере цивилни гувернатур из Радоњића кољена. Године 1832. владао је епископ Раде, пјесник и врло учен свештеник. Он је сновао учинити преврат у Црној Гори, те стога оде потајно у Петроград, да од руског цара тражи потпору. Цар га прими врло пријазно, све саслуша и разумије, у какову стању стоји Црна Гора, те је и он био мњења, да се свештенство уклони с владања. Једног дана сиђе Петровић у Котор, те поручи својим поузданим пријатељима у Цетињу и у другим црногорским нахијама, да дођу на договор. Кад се у свему споразуми с поузданим пријатељима, изађе с њима на Цетиње. На тргу у Цетињу имаде мурва. Под овом мурвом, а насред трга у години 1851. сазва Данило народ цетињски, е у сјајној црногорској одори, у лакпаку, с високим редовима руским на прсима и голом сабљом у руци, прочита Указ руског цара, којим се укида епископска власт и Данило постаје првим књазом Црне Горе. Истовремено Данило Црногорцима запријети, да ће одмах свакога посјећи који му се не би покорио. Угледавши народ царски Указ, сјајну одору и високе редове на Данилу, поклони му се и прогласи га кнезом. Епископ пак, попови и цивилни гувернадур (1851. година је у питању ?) ускомешаше се, кад то чуше, те се хтједоше жестоко одупријети томе Данилову преврату; ну Данило бијаше окретан и стаде стријељати противнике, те тако брзо утиша вреву. Од тога времена протјерани цивилни гувернатор Вук Радоњић и његови потомци истакнуше претенденство на кнежевско пријестоље Црне Горе и Брда. Тада је било Луки и Јовану Радоњићу по десетак – дванаест година.“

Ђурђевић овако описује сусрет са Луком Радоњићем: „Бијаше около девет сати, дак сађосмо у Котор. Ту упознах и Луку Радоњића, „претендента на пријестоље Црне Горе“. Лука Радоњић није имао баш одлична положаја у Котору, као што сам одмах разабрао, у отменијем друштву. Он ме одведе једанпут у свој стан, и ту ми показа сав црногорски Архив, који је његов отац, бивши прогнан, ујадмио и однио из Цетиња, и крсташ свилени, црвени алај-барјак с бијелим великим крстом у средини. Још ми показа сабљу свога оца, сву сребром оковану од дна до врха и рече, да је та сабља вриједила 3000 круна. Ја то вјерујем, јер су балчак и читаве коре са укусним гранама све од сухог сребра млетачком руком вјештачки изграђене, а сабљетина је била врло велика, праве старе источне форме. Он је живио у нади, да може једноћ постати кнезом црногорским. Те, наиме 1856. године, бијаше у Паризу конференција ради источног питања, а на њој су били интересовани владари. Тада је кнез Данило био отишао у Париз, не би ли штогод за Црну Гору испословао. Но Лука Радоњић употријеби одсутност кнеза Данила и чврсто се надајући, да ће и њему поћи за руком да се прогласи кнезом, као што је негдје Данилу успјело свргнути владику, дође на Цетиње, сазва великаше и рече да је он законити кнез Црне Горе. Тада га присутни главари као и његов рођак Миња Радоњић, ухапсише. Лука је ослобођен затвора на захтјев Аустрије, као аустријски грађанин.

## Представка Луке Радоњића конзулу Стремоухову у Дубровник
Тајна „преписка“ између Луке Радоњића и конзула Стремоухова је Представка од 24/12. децембра 1856. године (писана цијела Радоњићевом руком и на италијанском је језику) а која у преводу на српски језик гласи: “... И ја најпокорнији дољепотписати, који сам имао срећу да будем представљен Вашем најпоштованијем господству, Лука Радоњић, свештенички кандидат, синовац витеза и гувернадура Вуколаја II (посљедњи црногорски гувернадур Вуколај Радоњић), завршио сам, уз највеће жртве својих сиромашних родитеља, још у августу 1854. године са одличних успјехом, уз друге студије и теолошки курс у Православној богословији у Задру...“ (Лука Сава Перова Вуколаја I, је синовац гувернадура Вуколаја II, односно праунук гувернадура Вукајла – старијег брата гувернадура Јована Радоњића).
Радоњић је предао Стремоухову и три прилога уз своју Представку. Први прилог је овјерени препис италијанског текста Дипломе гувернадура Јована Радоњића од 20. августа 1770. године. У том италијанском овјереном препису стоји: да Радоњићи потичу до Раича – жупана гатачког и да је Раич (око 1450. године) од краљевске фамилије Немањића '(“dalla celebre Nobilita il Raicz Conte di Casata dalla Reale famiglia Nemanich”)' и да је Раич због турског насиља напустио гатачки крај око 1479. године (“circa l'anno 1479.”) и пришао зетском и црногорском господару Ивану Црнојевићу.
- У италијанском тексту пишу сљедећи генеалошки подаци: „...и изроди Раич 3 сина: Радоњу (oko 1480), Радоја и Вучету. Именовани Радоња био је подигнут у чин капетана и био је човјек врло храбар, по њему се именована племићка фамилија прозвала Радоњић. Овај Радоња изроди 4 сина, названи кнезови (“detti Conti”), то јест, кнез Никола (око 1500), кнез Ђорђе, кнез Милутин и кнез Андрија. Именовани кнез Никола био је капетан и изродио је 2 сина, по имену кнез и капетан Јован (око 1516./1520/) и кнез Ђуро (Ђорђије). У то вријеме свршила је и нестала владалачка породица Црнојевић. Затим, племство и цио црногорски народ изабраше именованог кнеза Јована за првог старјешину Црне Горе и он изроди 3 сина: кнеза Николу (око 1570), кнеза Алексу и кнеза Петра. Алекса је пошао у Напуљско краљевство, гдје се и данас његови потомци зову кнежеви од Црне Горе (“conti Montenegro”), а његовом старијем брату званом кнез Никола родише се три сина, звани кнез Станислав (око 1620), кнез Ђуро и кнез Рафаило. Речени кнез Станислав био је уздигнут на степен првог сердара и имао је 4 сина зване : кнез Вукосав, кнез Вуколај, кнез Јово и кнез Марко. Кнез Вукосав је био сердар, а послије његове смрти наслиједио је сердарство његов брат кнез Вуколај (oko 1670) и овоме се роди један син по имену кнез Станислав (око 1700.-1758). Овај је послије смрти свога оца био постављен првим сердарем и ради своје изванредно обдарене памети и нарочите вредности и храбрости показане приликом уништења турске војске 1756. године био је једногласно проглашен и изабран од цијелога народа за гувернадура и команданта Црне Горе. Послије његове смрти постављен је за гувернадура син му Вуколај (oko 1720. до 1764), а иза смрти овога, на то звање био је изабран његов брат, сада владајући Јован (“ora il Regniante Giovanni”) 1747−1802"